# Lidia
Lidia là một chi nhện trong họ Linyphiidae.